# Eliaea articulata
Eliaea articulata är en johannesörtsväxtart. Eliaea articulata ingår i släktet Eliaea och familjen johannesörtsväxter.

## Underarter
Arten delas in i följande underarter:
- E. a. articulata
- E. a. brevistyla
- E. a. cloiselii